# Hypena hoareae
Hypena hoareae là một loài bướm đêm trong họ Erebidae.